# Bellefontaine Neighbors
Bellefontaine Neighbors es una ciudad ubicada en el condado de San Luis en el estado estadounidense de Misuri. En el Censo de 2010 tenía una población de 10860 habitantes y una densidad poblacional de 969,94 personas por km².

## Geografía
Bellefontaine Neighbors se encuentra ubicada en las coordenadas 38°45′9″N 90°13′40″O / 38.75250, -90.22778. Según la Oficina del Censo de los Estados Unidos, Bellefontaine Neighbors tiene una superficie total de 11.2 km², de la cual 11.2 km² corresponden a tierra firme y (0%) 0 km² es agua.

## Demografía
Según el censo de 2010, había 10860 personas residiendo en Bellefontaine Neighbors. La densidad de población era de 969,94 hab./km². De los 10860 habitantes, Bellefontaine Neighbors estaba compuesto por el 25.71% blancos, el 72.67% eran afroamericanos, el 0.11% eran amerindios, el 0.17% eran asiáticos, el 0.01% eran isleños del Pacífico, el 0.22% eran de otras razas y el 1.11% pertenecían a dos o más razas. Del total de la población el 0.5% eran hispanos o latinos de cualquier raza.